# 하늘과 땅 사이에
"하늘과 땅 사이에"는 1962년 공개된 대한민국의 영화이다.

## 배역
- 김지미 : 은경 역
- 김진규 : 변인규 역
- 최무룡 : 호경 역
- 엄앵란 : 한혜련 역
- 이민 : 강 국장 역
- 조미령 : 소난 역
- 황정순 : 인국 모 역
- 최남현 : 한 사장 역
- 윤인자 : 한 마담 역
- 장동휘 : 박경수 역
- 강미애 : 희자 역
- 김혜정 : 유금주 역
- 윤일봉 : 이상호 역
- 전향이 : 민애경 역
- 김숙일
- 김아미
- 남미리
- 이룡
- 유계선